# Браунфилд локација
Браунфилд локација („смеће“ локација) је земљиште које је раније изграђено и коришћено да би услед економских или других разлога било запуштено. 
Напуштање може да буде:
- функционално
- правно
- имовинско
- физичко